# Глушець білодзьобий
Глушець білодзьобий, або глуха́р, заст. ґотур (самиця — ґотка), готур (Tetrao urogallus) — вид птахів роду тетеруків (Tetrao), один із найбільших птахів Українських Карпат.

## Зовнішній вигляд та морфологія
Маса тіла 2,5-6,5 кг, довжина тіла 60-87 см, розмах крил 87-125 см. Дорослий самець чорно-бурий, з зеленим металічним полиском на волі і білими рисками на грудях; над оком червона шкіряна «брова»; на підборідді «борода»; біля основи крила біла пляма; на хвості дрібні білі плями; дзьоб кремово-білий. Доросла самка бура, пера з білуватою облямівкою; воло рудувате; хвіст заокруглений, рудий, з темними смугами; дзьоб бурий. Молодий птах подібний до дорослої самки.

## Підвиди
Всього підвидів є 16:
- T. u. aquitanicus Ingram, 1915
- T. u. cantabricus Castroviejo, 1967
- T. u. grisescens
- T. u. hiomanus
- T. u. karelicus
- T. u. kureikensis Buturlin, 1927
- T. u. lonnbergi
- T. u. lugens
- T. u. major C. L. Brehm, 1831
- T. u. obsoletus
- T. u. pleskei
- T. u. rudolfi Dombrowski, 1912
- T. u. taczanowskii Stejneger, 1885
- T. u. uralensis Menzbier, 1887
- T. u. urogallus Linnaeus, 1758
- T. u. volgensis Buturlin, 1907

## Середовища існування
Глухар — характерний мешканець тайги, поширений в Українських Карпатах, у зоні хвойних лісів до верхньої межі лісу. Взимку глухарі спускаються до висоти 800 метрів над рівнем моря. Влітку і восени, коли достигають ягоди, вони піднімаються до субальпійської зони. Тетерук споживає рослинну їжу: хвою, бруньки, молоді пагони і ягоди. Рідше, особливо молодняк, їсть також комах та інших безхребетних. Взимку птахи живляться виключно хвоєю ялиці та смереки.

## Особливості біології

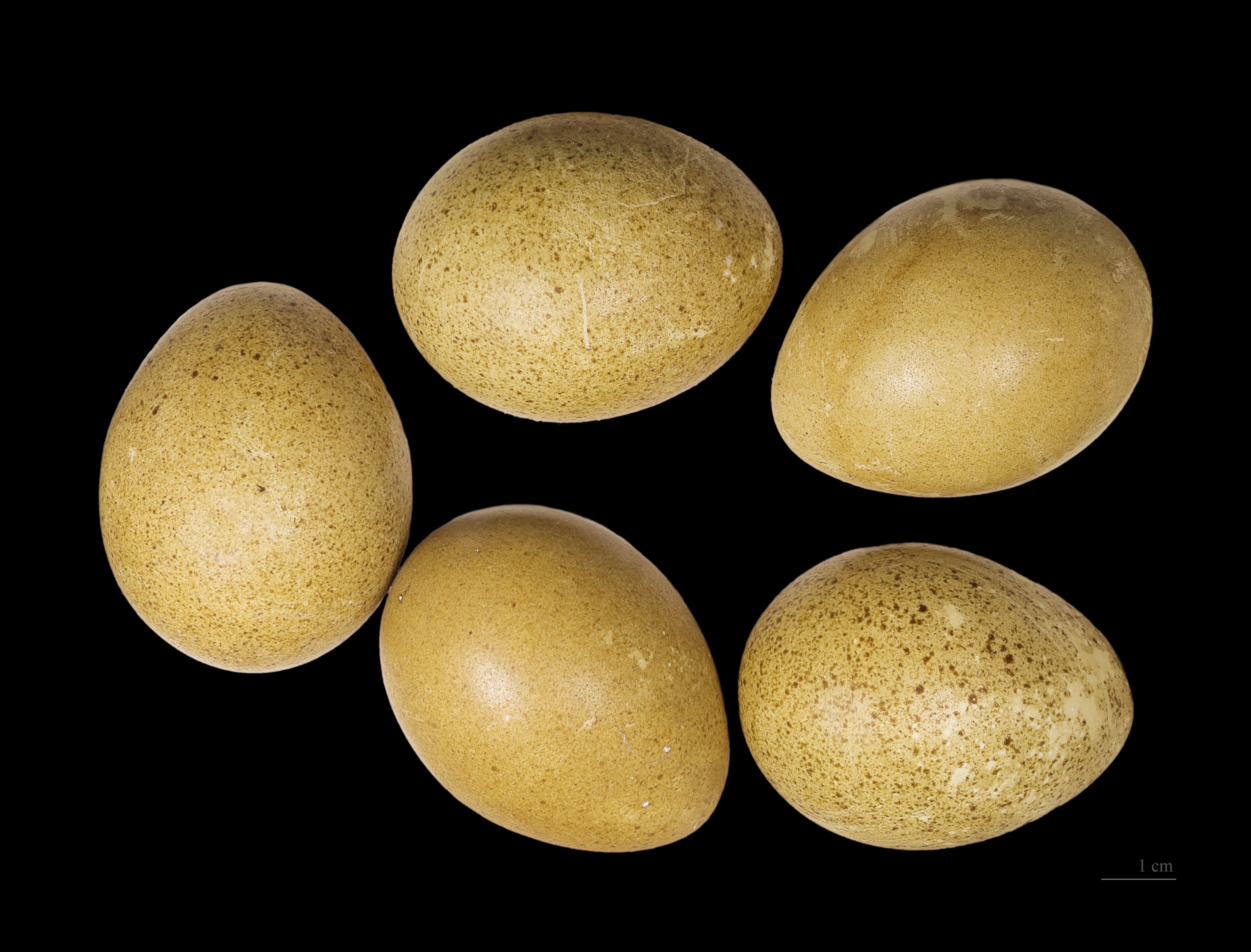
Яйця в оологічній колекції

У середині квітня, коли в лісі ще лежить сніг, птахи збираються на місцях токування. На одному току може зібратися кілька десятків глухарів. Самці прилітають увечері й сідають на деревах навколо місця токування. Власне токування починається ще до світанку. Трохи пізніше з'являються самки. Вони сідають на землю і далі токують в снігу. При цьому у самців часто доходить до бійок. Пізніше самиця відкладає 7—9 яєць у вистелене сухою травою заглиблення в ґрунті. Через 22—25 днів вилуплюються пташенята. Вони розвиваються дуже швидко — через два тижні вже можуть злітати на дерево.

## Чисельність та причини її змін
Якщо в Україні живе приблизно 3000 особин цього птаха, то наприклад в Карпатському біосферному заповіднику — приблизно 300. Є різні причини того, чому кількість глухарів у регіоні сильно знизилась. Найважливіші із них — інтенсивне лісокористування, випасання великої рогатої худоби і туризм у місцях токування і насиджування, а також браконьєрство.

## Охорона
Включено до Червоної книги України (1994, 2009), до Бернської (Додаток ІІ) конвенції.

## Галерея

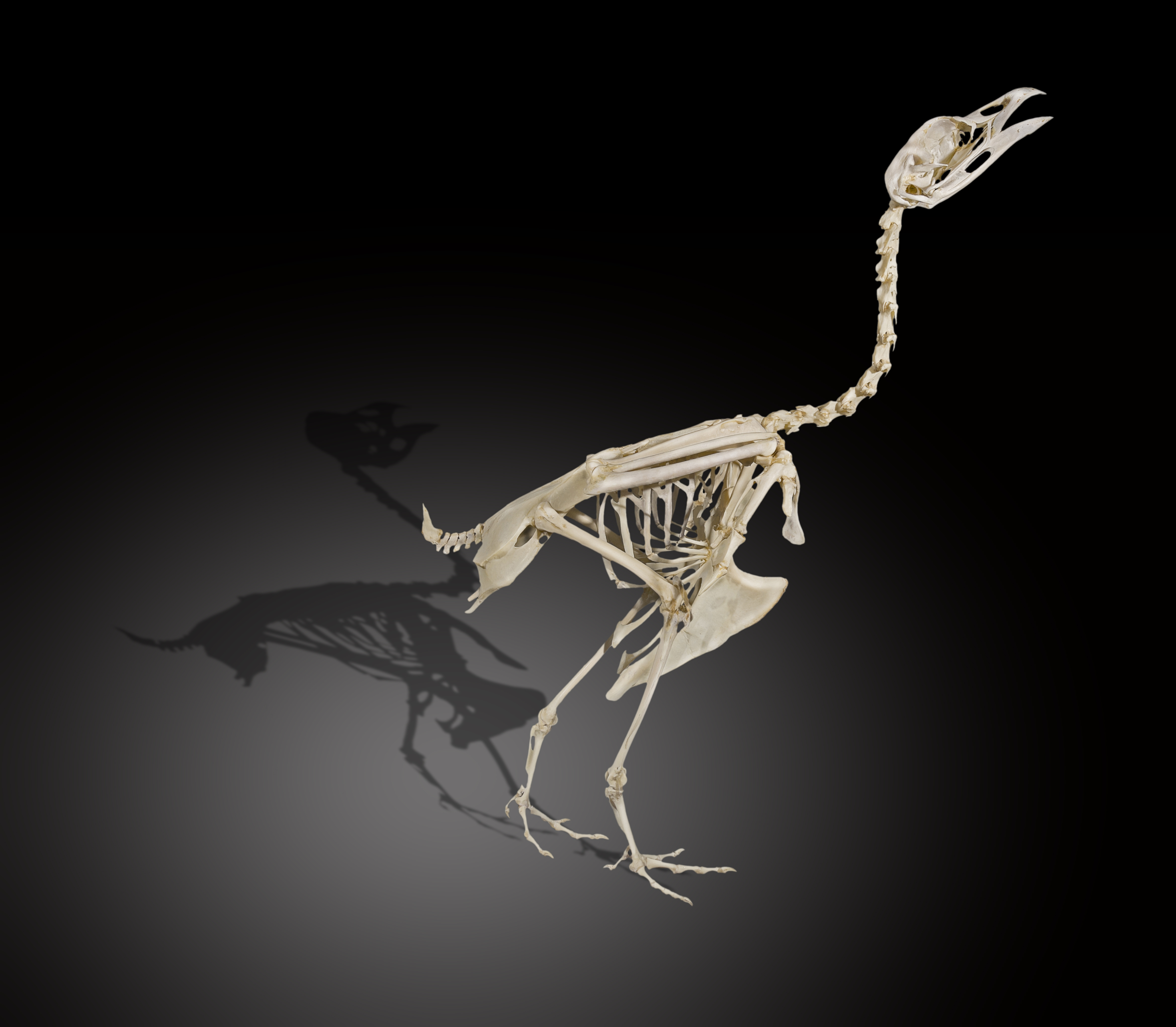
Скелет